# 福井県民歌
「福井県民歌」（ふくいけんみんか）は日本の都道府県の一つ、福井県が1954年（昭和29年）5月1日に制定した県民歌である。作詞・三好達治。
作曲は制定時の旧版「福井県民歌」が諸井三郎、現行の改訂版「新福井県民歌」が小松長生。

## 解説
旧版の「福井県民歌」はサンフランシスコ講和条約発効を記念し、県民の意気昂揚を図るため小幡治和知事の提唱で作詞を三好達治、作曲を諸井三郎に依頼して1954年（昭和29年）に制定され、5月22日に福井市公会堂で県が主催した「県民の歌発表大会」で初演奏が行われた。ビクターレコード（現在のJVCケンウッド・ビクターエンタテインメント）より倉田芳雄と小林滋子の歌唱によるSPレコードが製造されており、同じレコードのB面に収録された「意気の若越」（いきのじゃくえつ）も県民愛唱歌に指定されている。「意気の若越」は作詞・勝承夫、作曲・團伊玖磨、歌唱・渡辺はま子。
また、1968年（昭和43年）開催の親切国体テーマ曲として作成され、同年に日本クラウンより発売された福井県民体育の歌「この明るさの中にゆけ」（作詞・原道夫、補作・星野哲郎、作曲・山崎正清）のEP盤（PRS-139）にB面曲として収録されている若山彰のカバーがある。

### 「新福井県民歌」への改訂
制定当初の歌詞は全5番で構成されていたが、5番の歌詞にあった市郡の数が制定後の市制施行と郡の改廃を反映していないこともあり1997年（平成9年）には県民対話集会で当時の知事栗田幸雄に対し「歌詞が現状と合わず古めかしい」として新県民歌の制定を求める意見も出されていた。そのため、県では2018年（平成30年）に開催される第73回福井しあわせ元気国体に合わせて2代目の新県民歌制定を検討していたが、結果的に三好達治の原詞を活かしたうえで「高音で歌いにくい」と不評であった諸井三郎の曲に代えて小松長生が新規に曲を付けることになり、2014年（平成26年）12月20日に「福井しあわせ元気スポーツフェスタ2014」で「新福井県民歌」と題する改訂版の曲が披露された。
改訂版の歌詞では原詞の2番と5番が廃止され、旧1・3・4番の全3番で構成されている。

## 歌詞

### 5番（廃止）の歌詞について
廃止された5番の歌詞にある「十余郡」は 足羽郡、今立郡、大飯郡、大野郡、遠敷郡、坂井郡、敦賀郡、南条郡、丹生郡、三方郡、吉田郡の11郡で「四市」は福井市、敦賀市、小浜市、武生市（現越前市）のことである。「四市」の部分は本曲が制定された年の後半に大野市・鯖江市・勝山市が相次いで市制施行したことに伴い、1968年（昭和43年）までのいずれかの時期に「七市」に改訂されている。
1955年（昭和30年）に敦賀郡が郡内全町村の敦賀市への編入合併で消滅、平成以降にはあわら市と坂井市が成立し足羽郡、大野郡、遠敷郡、坂井郡の4郡が消滅して三方上中郡が新設されたので、現在は9市7郡である。

## 備考
福井県庁では県民歌の改訂作業に先立ち、1997年（平成9年）に他の46都道府県の都道府県民歌制定状況を照会した。この際「未制定」と回答したのは大阪府・兵庫県・広島県・大分県の4府県であるが、兵庫県の回答は事実でなく実際は1947年（昭和22年）に「兵庫県民歌」が制定されていたことが2015年（平成27年）に神戸新聞社の取材で明らかになっている。